# آئودی ای۸

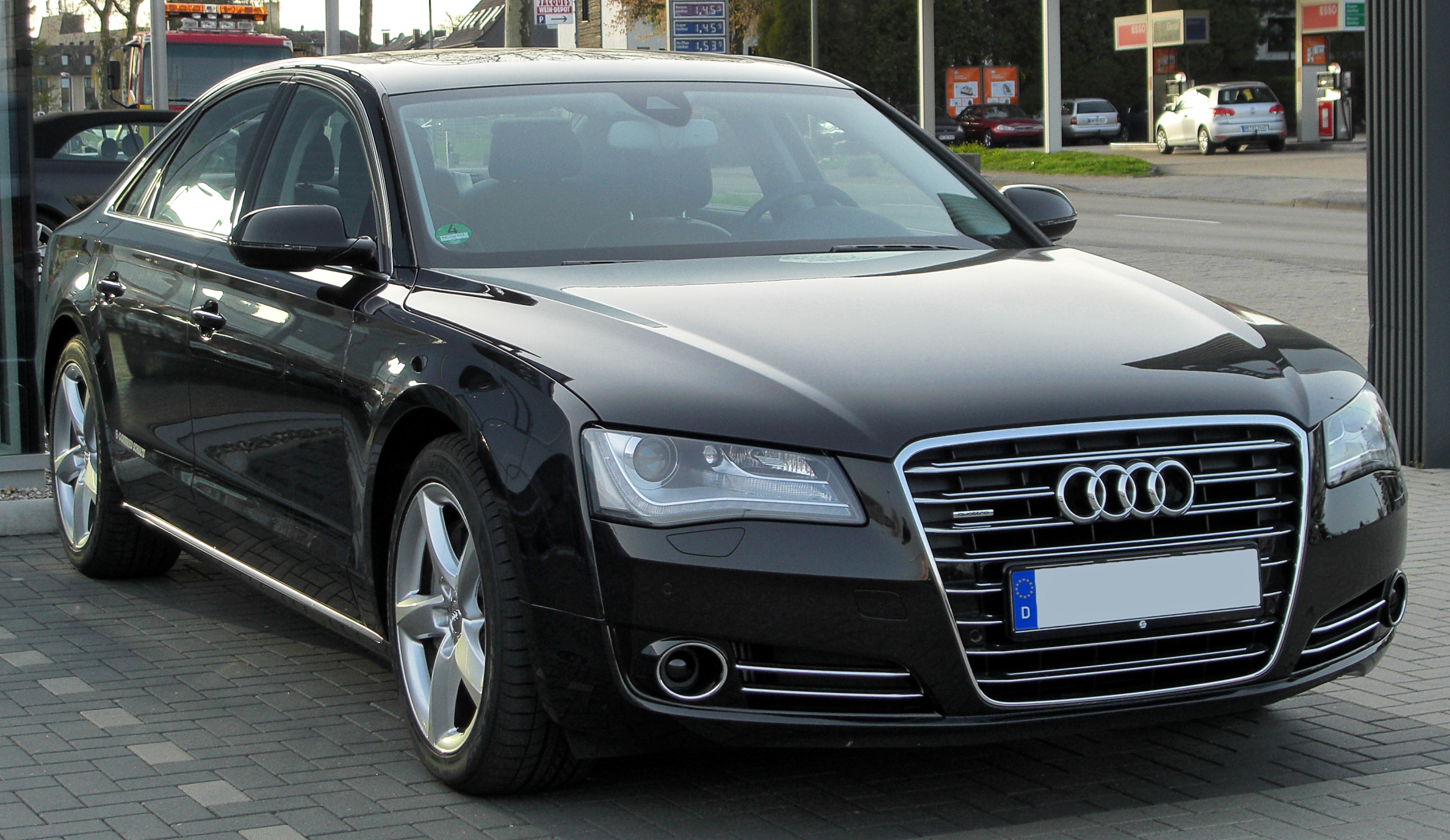

آئودی ای۸ (Audi A۸) خودرویی است که از سال ۱۹۹۴–کنون در آلمان، اورنگ‌آباد هند، مکزیک، چانگچون جمهوری خلق چین تولید شده‌است. طراحی آن موتور جلو، خودرو محور جلو، خودرو چهار چرخ محرک بوده‌است.